# Magnésémie
La magnésémie est la concentration plasmatique en ion magnésium Mg2+.

## Valeur normale et seuils
La valeur normale de la concentration plasmatique en ion magnésium est comprise entre 0,65 et 1,05 mmol/L.
En dessous de 0,65 mmol/L on parle d'hypomagnésémie et au-dessus de 1,05 mmol/L d'hypermagnésémie. L'ensemble des hypomagnésémies et des hypermagnésémies constituant les dysmagnésémies.

## Rappel physiologique
L'organisme humain contient environ 25 g de magnésium, soit 1 000 mmol. En pratique 60 % de ce magnésium se trouvent dans l'os, 25 % dans le muscle et la quasi-totalité du reste dans les divers tissus. Un pour cent seulement du magnésium corporel circule hors des cellules et de ce fait la magnésémie n'est pas représentative des réserves de l'organisme en magnésium. De plus, l'équilibre entre l'os, les tissus et le plasma se fait très lentement sur plusieurs semaines. La concentration plasmatique est donc lente à rendre compte des variations pathologiques de la quantité de magnésium de l'organisme,. Enfin, 30 à 50 % du magnésium alimentaire sont absorbés dans le jéjunum et l'iléon et 70 % du magnésium plasmatique est sous forme ionisée ultrafiltrable par le rein.

## Anomalies de la magnésémie
L'Hypomagnésémie est fréquente chez le sujet âgé traité par diurétiques. L'hypomagnésémie sévère expose à des troubles du rythme cardiaque. Les causes peuvent être digestives par défaut d'apports alimentaires (dont l'alcoolisme), malabsorptions intestinales, à la suite de résections intestinales étendues ou après des vomissements et diarrhées majeurs. Les causes peuvent aussi être rénales par défaut de réabsorption tubulaire du magnésium. Elles sont alors souvent d'origine médicamenteuse,. Certaines de ces causes rénales sont héréditaires comme le syndrome de Gitelman ou le syndrome de Bartter qui associent une hypomagnésémie à une hypokaliémie,.
L'hypermagnésémie est plus rare, et ne devient symptomatique que lorsqu'elle est sévère (supérieure à 2 mmol/l),. Elle survient principalement en cas d'insuffisance rénale aiguë ou chronique.
Compte tenu de la faible part du magnésium corporel présent dans le plasma, toute investigation d'une dysmagnésémie passe par un dosage conjoint de la magnésémie et de la magnésurie.